# Torneo Internacional de París
El Torneo de la Exposición Colonial (en francés, Tournoi de l'Exposition Coloniale), más conocido como Torneo Internacional de París, fue una competición futbolística internacional de carácter amistoso celebrada del 6 al 14 de junio de 1931, con motivo de la exposición colonial internacional de París  (Francia).
Tomaron parte ocho equipos, en representación de distintos países europeos: el Wolverhampton Wanderers (de Inglaterra), el First Vienna (campeón de la Bundesliga de Austria), el Royal Antwerp (campeón de Bélgica), el Slavia Praga (campeón de Checoslovaquia), el Real Racing Club (subcampeón de la Liga española), el Urania Genève (subcampeón de Suiza) y dos equipos franceses: el Club Français (ganador de la Copa de Francia) y el Racing Club de France (campeón de la Liga de París). El torneo se disputó por eliminación directa, resultando campeón el Urania de Ginebra, que venció 2:1 en la final al Slavia checoslovaco.
En 1937 se disputó otro torneo similar, con motivo de la Exposición Universal de París. Lo ganó el Bologna de Italia, al vencer en la final al Chelsea por 4 a 1.

## Resultados

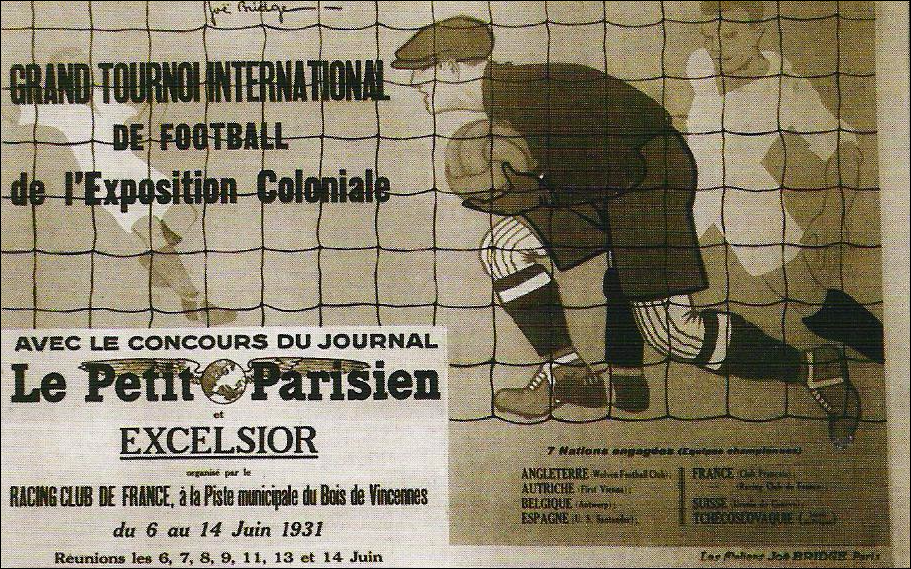
Cartel del Torneo Internacional de París (1931).

|  | Cuartos de final | Cuartos de final |                  |               | Semifinales | Semifinales |  |               | Final | Final |  |
|  |                  |                  |                  |               |             |             |  |               |       |       |  |
|  |                  |                  |                  |               |             |             |  |               |       |       |  |
|  | Urania Genève    | 3                |                  |               |             |             |  |               |       |       |  |
|  | Urania Genève    | 3                |                  |               |             |             |  |               |       |       |  |
|  | Racing de France | 0                |                  |               |             |             |  |               |       |       |  |
|  | Racing de France | 0                |                  | Urania Genève | 2           |             |  |               |       |       |  |
|  |                  |                  |                  | Urania Genève | 2           |             |  |               |       |       |  |
|  |                  |                  | First Vienna     | 1             |             |             |  |               |       |       |  |
|  | First Vienna     | 7                | First Vienna     | 1             |             |             |  |               |       |       |  |
|  | First Vienna     | 7                |                  |               |             |             |  |               |       |       |  |
|  | Royal Antwerp    | 1                |                  |               |             |             |  |               |       |       |  |
|  | Royal Antwerp    | 1                |                  |               |             |             |  | Urania Genève | 2     |       |  |
|  |                  |                  |                  |               |             |             |  | Urania Genève | 2     |       |  |
|  |                  |                  | Slavia Praga     | 1             |             |             |  |               |       |       |  |
|  | Slavia Praga     | 4                | Slavia Praga     | 1             |             |             |  |               |       |       |  |
|  | Slavia Praga     | 4                |                  |               |             |             |  |               |       |       |  |
|  | Club Français    | 1                |                  |               |             |             |  |               |       |       |  |
|  | Club Français    | 1                |                  | Slavia Praga  | 5           |             |  |               |       |       |  |
|  |                  |                  |                  | Slavia Praga  | 5           |             |  |               |       |       |  |
|  |                  |                  | Real Racing Club | 1             |             |             |  |               |       |       |  |
|  | Real Racing Club | 3                | Real Racing Club | 1             |             |             |  |               |       |       |  |
|  | Real Racing Club | 3                |                  |               |             |             |  |               |       |       |  |
|  | Wolverhampton    | 1                |                  |               |             |             |  |               |       |       |  |
|  | Wolverhampton    | 1                |                  |               |             |             |  |               |       |       |  |
|  |                  |                  |                  |               |             |             |  |               |       |       |  |

- Otros partidos:  First Vienna 4:2  Wolverhampton